# Campania (Schiff)

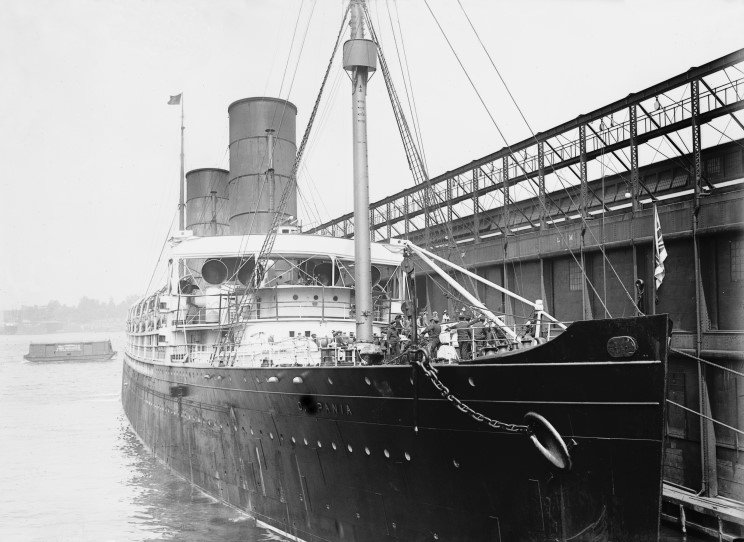
Die Campania an der Pier der Cunard Line

Die Campania lief für den Liverpool-New-York-Dienst der Cunard Line 1892 vom Stapel. Ihr Schwesterschiff war die Lucania. Sie waren die ersten Neubauten nach achtjähriger Baupause für die Cunard Line. Die britische Admiralität übernahm Ende 1914 das zum Abwracken vorgesehene Schiff, um es in einen Geleitflugzeugträger umzubauen.

## Geschichte
Das bei Fairfield Shipbuilding and Engineering Co. gebaute Schiff sollte für die Cunard Line auf der prestigeträchtigen Nordatlantikroute als Royal Mail Ship eingesetzt werden und bei den Fahrten um das Blaue Band eine Rolle spielen. Bereits 1893 holte sich die Campania auf der Rückkehr von ihrer Jungfernfahrt das Blaue Band in östlicher Richtung und wiederholte diesen Erfolg im darauffolgenden Jahr in westlicher Richtung. Gemeinsam mit der Lucania dominierten sie die Strecke Europa-New York bis 1897. In diesem Jahr wurde die Kaiser Wilhelm der Große in Dienst gestellt und das Schiff des Norddeutschen Lloyd übernahm diese Führungsposition. 1914 wurde die Campania an die Anchor Line übertragen und ersetzte für einige Reisen über den Atlantik die Aquitania. Aufgrund des vernachlässigten Zustandes des Schiffes wurde es im selben Jahr zum Verschrotten verkauft. Die Admiralität intervenierte jedoch und übernahm das Schiff, um sie zu einem Flugzeugträger umbauen zu lassen. Sie erhielt erst ein 37 Meter, später auf 60 Meter erweitertes Flugdeck, sowie Flugzeughangars und Werkstätten. Ihre militärische Dienstzeit (taktische Kennung: D48) verlief ohne besondere Ereignisse. Im November 1918 kam es im Firth of Forth zu einer Kollision mit dem Schlachtschiff Revenge, in deren Folge sie sank.
Mit dem Einsatz der Campania und der Lucania konnte die Cunard Line für einen kurzen Zeitabschnitt ihre Vorherrschaft auf der Nordatlantikstrecke zurückerobern.

## Das Schiff
Für den Bau des Schiffes erhielt die Cunard Line eine Teilfinanzierung durch die Britische Admiralität. Durch diese Finanzierung erhielt die Britische Regierung ein Mitspracherecht bei besonderen Spezifikationen beim Bau des Schiffes, um es im Falle eines militärischen Konfliktes ohne gravierende Umbauten sofort als Hilfskreuzer einsetzen zu können. Die Pläne wurden der Fairfield Shipbuilding and Engineering Co. vorgelegt. Die Werft war einer der größten Lieferanten von Kriegsschiffen für die Royal Navy. Nur 43 Tage nach Planungsbeginn begann die Werft 1891 mit dem Bau des Schiffes. Am 22. September 1891 wurde der Rumpf auf Kiel gelegt. Entstehen sollte ein großes Zweischraubenschiff, angetrieben von Dreifachexpansionsdampfmaschinen, mit einer Länge von 189,60 Meter und einer Breite von 19,80 Meter. Der maximale Tiefgang wird mit 7,90 Meter angegeben. In das Schiff eingebaut wurden zwei Fünfzylinderdampfmaschinen mit vertikaler Dreifachexpansion. Sie gehörten zu den größten Antriebsmaschinen dieser Art, die je auf Schiffen Verwendung fanden, und repräsentierten die Grenzen für diese Art von Dampfmaschinentechnologie. In folgenden Schiffsneubauten wurde diese Technologie von den Dampfturbinen abgelöst. Die Größe der Dampfmaschinen ging über drei Decks des Schiffes. Bei voller Leistung brachten sie gemeinsam nahezu 31.000 PS. Die durchschnittliche Geschwindigkeit der Campania betrug 22 Knoten. Als Höchstwert wurden 23,5 Knoten gemessen. Jede Maschine wurde in einem separaten, wasserdicht abgeschotteten Maschinenraum betrieben. Diese Bauart war eine Auflage des Marineministeriums, um im Falle eines Wassereinbruchs in einem Maschinenraum die Fahrtüchtigkeit des Schiffes gewährleisten zu können. Das Schiff war weiterhin in 16 wasserdichte Querschotte unterteilt.
1901 wurden die Campania und das Schwesterschiff Lucania als erste Schiffe der Cunard Line mit Funkgeräten des Systems Marconi ausgerüstet. Zwischen beiden Schiffen fand der erste Nachrichtenaustausch auf See mittels der neuen Drahtlostelegrafie statt. Zur Unterstützung der sicheren Navigation im Nordatlantik wurden Sichtungen von Eisbergen ausgetauscht. Ab 1905 war sie das erste Schiff weltweit, das sich im ständigen Kontakt mit den gerade erst eingerichteten Küstenfunkstationen befand. An Bord wurde eine eigene Zeitung veröffentlicht, was erst mit der Einführung der Telegrafie möglich war.

## Die Ausstattung
Die Ausstattung des Schiffes bot besonders ihren Passagieren der I. Klasse jeden erdenklichen Luxus. Die Inneneinrichtung repräsentierte den Höhepunkt der Darstellung des victorianischen Überflusses, der auf keinem anderen Schiff eine Wiederholung fand. Die Kabinen und öffentlichen Räume der I. Klasse waren aufwendig mit Edelhölzern verkleidet und mit Teppichen ausgelegt. Vorhänge aus Samt vor den Fenstern und Bullaugen sowie aufwändig gepolsterte Möbel sorgten für einen angenehmen Aufenthalt während der Schiffspassage. Der Rauchsalon wurde im elisabethanischen Stil eingerichtet und besaß einen offenen Kamin. Es war der erste Kamin dieser Art auf einem Seeschiff. Als der spektakulärste Raum an Bord wurde der Speisesaal der I. Klasse bezeichnet. Seine Höhe ging über drei Decks. Er war im italisierenden, antikisierenden Stil eingerichtet, mit einer weiß/goldenen Kassettendecke, getragen von ionischen Säulen und mit Schnitzereien und Elfenbein verzierten Wänden.

## Ereignisse

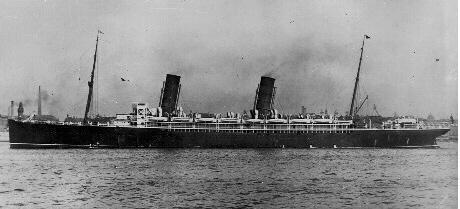

Am 21. Juli 1900 kollidierte die Campania mit dem Segelschiff Embleton aus Liverpool. Durch die Wucht des Zusammenstoßes wurde der Dreimaster in zwei Teile gerissen und versank. Bei diesem Unglück fanden elf Seeleute des Segelschiffes den Tod. Die Cunard Line konnte bisher für sich in Anspruch nehmen, noch nie einen Passagier auf See verloren zu haben. Das änderte sich am 11. Oktober 1905. Mitten auf dem Atlantik zerstörte überkommende See Teile des Zwischendecks. Türen wurden eingedrückt und fünf Passagiere außenbords gerissen. Sie konnten nicht wiederaufgefunden werden. 29 weitere Passagiere wurden zum Teil schwer verletzt. Nach Ankunft in New York verstarb ein weiterer Passagier an seinen Verletzungen.

## Dienst als Flugzeugträger

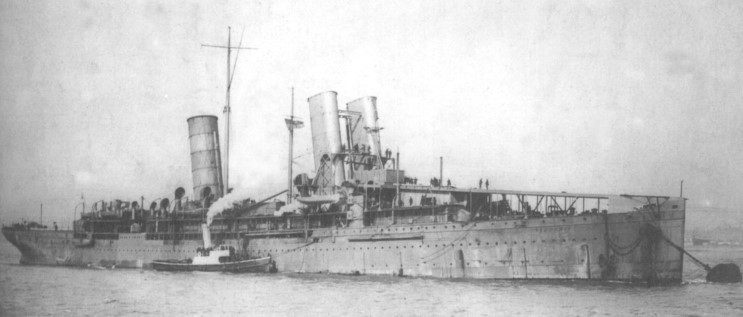
Die Campania nach dem Umbau

Mit der angedachten Verschrottung des Schiffes Ende 1914 übernahm die Royal Navy die Campania. Die Umbauarbeiten zu einem Flugzeugträger erfolgten in der Werft Cammell, Laird & Company in Birkenhead am River Mersey. Ursprünglich war das Schiff nur als Trägerfahrzeug für Wasserflugzeuge vorgesehen. Diese sollten per Kran auf die Wasseroberfläche abgesenkt werden und von dort starten. Das Innere des Schiffes wurde komplett entkernt, um Raum für die Flugzeuge und Werkstätten zu schaffen. Mindestens 14 Flugzeuge sollten im Hangar Stellfläche bekommen. Eine Bewaffnung wurde an Bord installiert. Nach Abschluss der Umbauarbeiten und Erprobungen lief die Campania nach Scapa Flow, dem damaligen Hauptflottenstützpunkt der Royal Navy. Die Marineführung war mit den Einsatzmöglichkeiten der Wasserflugzeuge unzufrieden und entschloss sich, das Schiff mit einem Flugdeck zu versehen. Erste Versuche wurden mit einer 49 Meter langen Rollbahn unternommen. Diese wurde dann jedoch auf 67 Meter verlängert. Teile der Aufbauten wurden entfernt und auch die prägenden Windhutzen wurden umgebaut. Vom Achterschiff wurde der Mast entfernt, um Platz für den Betrieb von Fesselballons zu schaffen. Dazu waren noch einmal umfangreiche Umbauten notwendig und die früheren Schiffskonturen gingen verloren. Von diesen Trägerschiff startete erstmals ein Flugzeug, während sich das Schiff in Fahrt befand. Die Dienstzeit des Schiffes in der Royal Navy verlief bis zum 5. November 1918 wenig spektakulär.

## Der Untergang

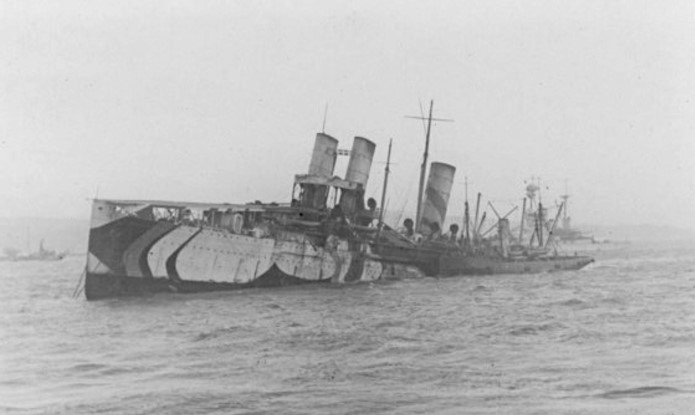
Der Untergang der Campania

Am 5. November 1918, wenige Tage vor der Unterzeichnung des Waffenstillstandes und dem Ende der Kampfhandlungen lag das Schiff vor Anker im Firth of Forth. Plötzlich einsetzender Sturm der Stärke 10 löste den Anker aus dem Grund und das Schiff begann abzutreiben. Dabei kam es zu einer Kollision mit dem Bug des Schlachtschiffes Revenge. Andere Quellen nennen das Schlachtschiff Royal Oak. Anschließend schrammte sie am Schlachtkreuzer Glorious entlang. Während die beiden Schiffe nur geringe Schäden davontrugen, wurde die Campania leck geschlagen, ein Maschinenraum lief voll Wasser und die elektrische Bordversorgung fiel aus. Das Schiff begann über das Heck zu sinken. Bis zum völligen Untergang des Schiffes dauerte es fünf Stunden. Alle Besatzungsmitglieder wurden von den umliegenden Schiffen gerettet. Die Schuld für den Verlust wurde dem Wachoffizier zugesprochen. Das Unglück hätte durch das Ausbringen des zweiten Ankers möglicherweise verhindert werden können.